# Impactos da pandemia de COVID-19 no desporto
A pandemia de COVID-19 causou uma interrupção no calendário esportivo mundial de 2020, o mais significativo desde a Segunda Guerra Mundial. Ao redor do globo, muitos, senão todos, eventos esportivos foram cancelados ou adiados.

## Eventos multi-esportivos

### Jogos Olímpicos de Verão
Em 12 de março, já em meio a pandemia, foi realizada a cerimônia onde é acendida a tocha olímpica, em Olímpia, Grécia, sem a presença de público. Em 24 de março, foi anunciado que os Jogos Olímpicos haviam sido adiados para 2021, porém ainda seriam realizados em Tóquio.

### Outros eventos
Os Jogos de Inverno Ártico 2020 foram cancelados; os Jogos da ASEAN de 2020 foram adiados; os Jogos Gaélicos de 2020 foram suspensos; Jogos colegiais nas Filipinas e no Reino Unido foram cancelados.

## Esportes

### Atletismo
O Campeonato Mundial de Atletismo de 2020 que seria realizado de 13 a 15 de março em Nanquim, China, foi adiado para 2021. O Campeonato de Meia Maratona Mundial de 2020, que seria realizado em 29 de março, em Gydnia, Polônia, foi adiado para outubro de 2020. A Wanda Diamond League de 2020, que seria realizada em duas fases, uma no Catar, em abril, e outra na China, em maio, foi adiada para o final do ano.
Algumas maratonas de rua que aconteceriam no primeiro semestre também foram afetadas. A Maratona de Boston de 2020, que seria realizada em 20 de abril foi adiada para 14 de setembro. A Maratona de Londres 2020, prevista para 26 de abril, foi adiada para 4 de outubro. A Maratona de Roma de 2020 foi cancelada.

### Automobilismo

#### Fórmula 1
Após demonstração de preocupação por parte de algumas equipes, a Fórmula 1 de 2020 foi suspensa, com os dois primeiros GPs tendo sido cancelados. Foi a primeira vez na história do esporte que a temporada inteira é suspensa. A FIA pretende realocar essas corridas no calendário de 2021 e 2022. Foi realizado, ao invés de real, virtualmente o GP da Austrália.

#### Fórmula 2 e 3
A temporada de Fórmula 2 foi suspensa aos moldes da Fórmula 1. A Fórmula 3 foi completamente cancelada.

#### Fórmula Indy
Após anunciar que o GP de São Petersburgo aconteceria de portões fechados, a IndyCar Series adiou todas as corridas até maio. As corridas foram realocadas no final da temporada.

#### Moto GP
O Campeonato Mundial de Moto GP cancelou a abertura da competição, que ocorreria no Catar. As corridas de divisões inferiores que ocorreriam nos Estados Unidos, Argentina e Tailândia também foram canceladas.

#### Rali
O principal evento afetado foi o Campeonato Mundial de Rali, com as corridas da Argentina, Portugal e Sardenha sendo adiadas. O Rali do México ocorreu, porém teve o trajeto reduzido. O Campeonato Mundial de Rali cross teve os ralis de Portugal e Catalunha adiados.

### Badminton
Todos os torneios chancelados pela Federação Mundial de Badminton foram suspensos até 12 de abril. Os torneios afetados foram o Swiss Open, India Open, Órleans Maters, Malasia Open e Singapura Open.

### Basquetebol
O início da Liga Africana de Basquetebol foi adiada, sem divulgação de data. A temporada 2019-2020 da CBA (liga chinesa de basquete) foi suspensa em 1 de fevereiro. As eliminatórias da Copa da Ásia de Basquete tiveram cinco jogos adiados. A Liga Coreana de Basquetebol cancelou a temporada 2019-2020 em 24 de março. O mesmo ocorreu com a liga feminina. Em 4 de março, a FIBA cancelou e adiou vários eventos. Os Campeonatos Asiáticos Sub-16 masculino e feminino de 2019 foram cancelados; as eliminatórias olímpicas de Bangalore foi adiado; a Copa Asiática Sub-17 foi adiada. A Liga de Basquetebol da ASEAN foi suspensa após pressão dos clubes participantes. A temporada 2019-2020 da Philippine Basketball Association foi suspensa.
O calendário europeu foi suspenso de 14 de março a 11 de abril, afetando a Eurocopa. A Liga dos Campeões de Basquete e a Copa da Europa de 2020 foram suspensas em 14 de março. As primeiras divisões de Eslovênia, Lituânia, Suécia, Suíça e Ucrânia foram encerradas e as equipes que lideravam as competições foram declaradas campeãs. As primeiras divisões de Alemanha, Bélgica, Chechia, Chipre, Croácia, Espanha, França, Finlândia, Grécia, Israel, Itália, Polônia, Rússia e Turquia foram suspensas por tempo indeterminado. A Liga Adriática foi suspensa.
Em 11 de março, a NBA foi suspensa por 30 dias, após o jogador Rudy Gobert, do Utah Jazz, testar positivo para o vírus. 
Eventualmente agendaram uma conclusão de temporada isolando 22 equipes em uma "bolha" no ESPN Wide World of Sports Complex na Walt Disney World, que foi de julho a outubro.
Em 12 de março, a NCAA anunciou o cancelamento de todas as suas competições, após ter decretado que a continuidade das mesmas sem a presença de público. O Canadá suspendeu sua liga de basquete também em 12 de março. A Liga Nacional de Basquete da Austrália foi suspensa em 17 de março.

### Beisebol
Em 12 de março, as eliminatórias do Clássico Mundial de Beisebol foram adiadas. No Japão, a partir de 26 de fevereiro, a pré-temporada da Nippon Professional Baseball não teria mais a presença do público, adiando o início do evento para abril. Ainda no Japão, um torneio nacional de ensino médio foi cancelado em 11 de março. Na Coréia do Sul, a abertura oficial da KBO League foi cancelada, e o início da temporada regular adiado para abril.
Nos Estados Unidos, a Major League Baseball teve sua pré-temporada suspensa e o dia de abertura foi adiado. Na Minor League Baseball, o dia de abertura também foi adiado. Campeonatos escolares foram suspensos.

### Biatlo
A Copa do Mundo de Biatlo 2019-2020 foi cancelada.

### Boliche
O Campeonato Mundial de Boliche Ao Ar Livre 2020, que iria acontecer na Costa do Marfim entre 23 de maio e 7 de junho foi adiado.

### Ciclismo

#### Ciclismo de estrada
A UAE Tour 2020 foi paralisada na quinta etapa, em 29 de fevereiro, após a confirmação de dois casos entre os participantes. A UCI World Tour 2020, que começou em 21 de janeiro, também foi paralisada. Em 15 de março, a UCI anunciou que todos os eventos chancelados pela instituição estavam suspensos até o final de abril.

#### BMX
As corridas da Copa do Mundo UCI BMX Supercross de 2020, que aconteceriam de 2 a 3 de maio foram suspensos. O Campeonato Mundial de BMX de 2020 que ocorreria de 26 a 31 de maio, em Houston, foram adiados.

### Críquete
O governo do Quênia proibiu todo tipo de encontro internacional no país, o que impossibilitou a realização das finais da Copa T20 da ACA África de 2020. Um quadrangular feminino que ocorreria na Tailândia em abril foi cancelado. A Liga do Desafio da Copa do Mundo de Críquete da ICC de 2020 que seria realizada na Malásia em março foi adiada. Algumas partidas do Twenty20 International Bangladesh 2020 foram adiadas.
Em 11 de março, a pré-temporada de algumas equipes britânicas foi suspensa. A série de jogos que ocorreriam na Austrália e na África do Sul foram cancelados em 12 de março. As Séries Tri-Nations dos Estados Unidos de 2020 foi adiada. O restante da Super Liga do Paquistão foi suspensa. A primeira divisão do Nepal, a Everest Premier League 2020 foi adiada em 12 de março. A Premier League India de 2020 foi suspensa até 15 de abril. Os amistosos entre a Índia e África do Sul e entre Sri Lanka e Inglaterra foram cancelados. O restante da  World Road Safety World Series 2020 foi cancelada.
Os amistosos entre Austrália e Nova Zelândia foram suspensos. A Austrália anuncio a suspensão do Sheffield Shield 2020 declarando o New Soth Wales campeão. O mesmo aconteceu com a Plunket Shield, na Nova Zelândia, com o Wellington Firebirds declarado campeão.

### Futebol
A FIFA anunciou em 13 de março que os clubes não precisariam liberar os jogadores na próxima janela de transferências. Em 28 de março, apenas duas ligas nacionais estavam ocorrendo normalmente, a Premier League da Bielorrússia e a Primeira Liga da Nicarágua.
Em 17 de março a Copa Africana de Nações foi adiada. Algumas copas nacionais e comemorativas da Ásia foram suspensas em 23 de janeiro. A Liga dos Campeões da AFC e a Copa AFC foram adiadas. Os jogos de março a junho válidos pelas eliminatórias da Copa do Mundo de 2022 foram adiados. O pré-olímpico da AFC foi adiado. A Liga dos Campeões da Europa e a Liga Europa, que inicialmente seguiriam o calendário sem a presença de público, foram adiadas. Torneios juvenis e femininos também foram afetados. As primeiras divisões de vários países foram suspensas, seguindo os passos da Série A. Os sistemas de copas nacionais e de liga europeias também foram suspensas. O dono do Arsenal e jogadores testaram positivo para o vírus. A Eurocopa de 2020 foi adiada para 2021.
A Liga dos Campeões da CONCACAF foi suspensa, assim como os campeonatos e copas nacionais da CONCACAF. Em 9 de março, todos os torneios da Oceania foram suspensos. Em 12 de março, a CONMEBOL suspendeu as eliminatórias para Copa do Mundo do Catar 2022, assim como adiou os jogos da Copa Libertadores da América. Todos os campeonatos e copas nacionais da CONMEBOL foram suspensos, sendo o Brasil o primeiro a fazer. A Copa América de 2020 foi adiada para 2021.

### Futebol americano
A NFL começou a sofrer os efeitos de treinadores e comissões técnicas não poderem viajar. As ações trabalhistas continuaram decorrendo normalmente. A XFL foi adiada para 2021.
Em 2020, a NFL adotou uma série de protocolos para enfrentar a pandemia, incluindo testes regulares, reuniões feitas remotamente, uso extensivo de máscaras, ausência de público nos estádios e uma "bolha" para isolar os jogadores e funcionários para evitar o contágio. Além disso, jogadores poderiam optar por não disputar a temporada, recebendo uma conpensação financeira por isso. Em 2021, os protocolos mudaram. Os estádios aceitariam lotação total, testes, uso de máscaras e multa para jogadores que violarem os protocolos. Embora não tenha tornado a vacinação obrigatória, a NFL insentivou pesadamente que jogadores, torcedores e funcionários das equipes tomassem alguma das vacinas disponíveis.

### Futebol canadense
A Canadian Football League (CFL) teve seus eventos de pré-temporada cancelados em 12 de março.

### Golf
A PGA Tour, anunciou em 12 de março o cancelamento de algumas competições, sendo as principais: The Players Championship; Valspar Championship; WGC Match Play; Valero Texas Open. O Masters Tournament, PGA Championship 2020 e o US Open de 2020 foram cancelados. Em 13 de março, as competições Founders Cup, Kia Classic e ANA Inspiration foram canceladas. Cinco torneios do LPGA Japan Tour foram cancelados.

### Ginástica
Em 13 de março, as finais da Copa do Mundo de Baku foram canceladas. As Copas do Mundo de Stuttgart, Birmingham e Tóquio foram canceladas. O Campeonato Europeu de Ginástica Artística Feminina e Masculina foram cancelados. O Campeonato da Orla do Pacífico foi adiado para 2021.

### Hipismo
As primeiras ações tomadas foram as de proibir público nos torneios. Logo após, os principais eventos foram cancelados, suspensos ou adiados. O Jockey Club de Macau suspendeu as corridas de 31 de janeiro a 15 de fevereiro retomando as atividades em 22 de fevereiro. A Korea Racing Authority suspendeu as corridas em 8 de março. O Sunland Park Racetrack, nos Estados Unidos, cancelou as corridas em 16 de março, que incluiu o Sunland Derby. Na Inglaterra, o Grand National Reunion em foi cancelado. A Irlanda suspendeu suas corridas até 19 de abril. O Kentucky Derby de 2020, foi adiado para 5 de setembro. Em 22 de março, a Copa do Mundo de Dubai foi cancelada. Houve a especulação de que alguns jokér's de Hong Kong poderiam estar com o vírus, e alguns dos exames testaram positivo para a COVID-19.

### Hóquei no Gelo
Os Campeonatos Mundiais, masculino e feminino, em todas as divisões, e o Campeonato Mundial Sub-18 foram cancelados em 21 de março. A Deutsche Eishockey Liga teve o restante de sua temporada cancelada em 10 de março. Todo o calendário na Suécia foi suspenso em 15 de março. A NHL, após proibir órgãos midiáticos nas dependências dos clubes, foi suspensa em 12 de março, e eventualmente optou por encerrar a temporada 2019-20 com uma pós-temporada estendida em duas "bolhas" nas cidades canadenses de Toronto e Edmonton, entre agosto e outubro. Também em 12 de março, a CHL, a USHL e a ECHL foram suspensas. A CEDH, foi suspensa em 14 de março. Em 23 de março a Copa Memorial de 2020 foi cancelada. Em 13 de março, a Liga Júnior do Canadá e a Copa Centenário foram canceladas.

### Natação
O Campeonato Europeu de Squash de 2020, programado para ser realizado em Eindhoven, nos Países Baixos, de 29 de abril a 2 de maio, foi cancelado.

### Remo
Quatro fases de classificação olímpica foram canceladas. Todos os três eventos da Copa do Mundo de Remo de 2020 também foram cancelados. A Regata 2020, que ocorreria no Rio Tamisa, em Londres, no dia 29 de março, foi cancelada.

### Rugby
As ligas nacionais de Austrália e Nova Zelândia foram suspensas até 3 de abril, após a realização da segunda rodada.

### Surfe
A Liga Mundial de Surf de 2020, que deveria começar na Austrália em 26 de março, teve seu início adiado para junho. O primeiro evento da temporada, o Corona Open Gold Coast, foi cancelado, enquanto o segundo e o terceiro eventos, o Rip Curl Pro Bells Beach e o Margaret River Pro, foram adiados. Os Jogos Mundiais de Surf ISA 2020, programados para 9 a 17 de maio em El Salvador, foram adiados. Estão programados para ocorrerem durante o segundo semestre de 2020.

### Tênis
Os torneios do circuito profissional paralisaram por cinco meses, gerando o cancelamento da edição do Torneio de Wimbledon, o que não acontecia desde a Segunda Guerra Mundial. O Torneio de Roland Garros foi adiado para setembro e o US Open ocorreu na data prevista, mas sem público e com a desistência de muitas estrelas, preocupadas com a segurança sanitária.
O circuito feminino começou mais cedo, no início de agosto, mas foi prejudicado pelo cancelamento em série dos torneios asiáticos, que compõem o fechamento do ano, incluindo o WTA Finals, em Shenzhen, que reúne as oito melhores e tem maior premiação. O masculino foi mais conservador, reiniciando as atividades três semanas depois, mas dispõe de uma série de torneios na Europa, incluindo o ATP Finals, em Londres.
Os eventos por nações, a Copa Davis e a Fed Cup tiveram apenas uma das datas realizadas, que envolvem qualificatórios e zonais. As edições serão retomadas em 2021.

### Tênis de mesa
O Campeonato Mundial de Tênis de Mesa de Equipes de 2020, programado para ser realizado de 22 a 29 de março em Busan, Coréia do Sul, foi adiado para 27 de setembro a 4 de outubro. A Copa Asiática 2020 da ITTF-ATTU, que estava programada para ser realizada de 28 de fevereiro a 1 de março em Hainan, China, foi adiada para o final do ano. Cinco eventos da ITTF World Tour 2020 também foram adiados, incluindo o China Open e o Japan Open. Quatro eventos de qualificação olímpica, programados para serem realizados em abril, também foram adiados.